# المعهد القومي لبحوث الطيران
المعهد القومي لبحوث الطيران (بالسويدية: Flygtekniska försöksanstalten)‏ هي وكالة حكومية سويدية سابقة تابعة لوزارة الدفاع وتهتمّ بِإجراء البحوث والتطوير والتجريب في مجال الطيران. يقعُ المعهد القومي لبحوث الطيران في حديقة صناعية بالعاصِمة ستوكهولم.

## التاريخ
تأسّس المعهد القومي لبحوث الطيران في عام 1940 ويُعدّ البروفسور إيفار مالمر أول مديرٍ لها. تتمثل مهمتها الأساسيّة في تعزيز وَتطوير تكنولوجيا الطيران في السويد وإجراء البحوث المتعلقة بهذا المجال كما ركّزت على أنشطة البحث والاختبار الأيرودينامية المتعلقة بتصميم عناصر الرفع والتحكم في الطائرات والصواريخ وجزءًا من ميكانيكا المواد فضلًا عن صناعة الهياكل خفيفة الوزن وَعاليّة القوة.
كان يتبعُ المعهد في البداية إلى وزارة التجارة وبحلول عام 1963 نُقلت تحتَ تصرف وزارة الدفاع. قُسّم المعهد لأربعة أقسام: قسم الديناميكا الهوائية، قسم المواد، قسم المقاييس وقسم العمليات.
تم حل المعهد القومي لبحوث الطيران في 31 كانون الأول/ديسمبر 2000 بعدما تمّ دمجها معَ المعهد السويدي لأبحاث الدفاع في الأول من كانون الثاني/يناير 2001 لتشكيلٍ وكالة أبحاث الدفاع. صارت الوكالة الجديدة مٌهتمةً بالديناميكا الهوائية التجريبية – إلى جانبِ اهتمامات أخرى – والتي كانت في الماضي جزءًا كبيرًا من أنشطة معهد بحوث الطيران قبل أن يتوقفَ البحث في هذا المجال أيضًا عام 2011.

## قائمة الرؤساء
- 1940 - 1948: إيفار مالمر
- 1948 - 1967: بو لوندبيرغ
- 1967 - 1981: ساندك ساندين
- 1981 - 1986: سفين أولوف أولين
- 1986 - 1996: لارس بيرتيل
- 1996 - 2000: هانز ديلنر

## معرض الصور

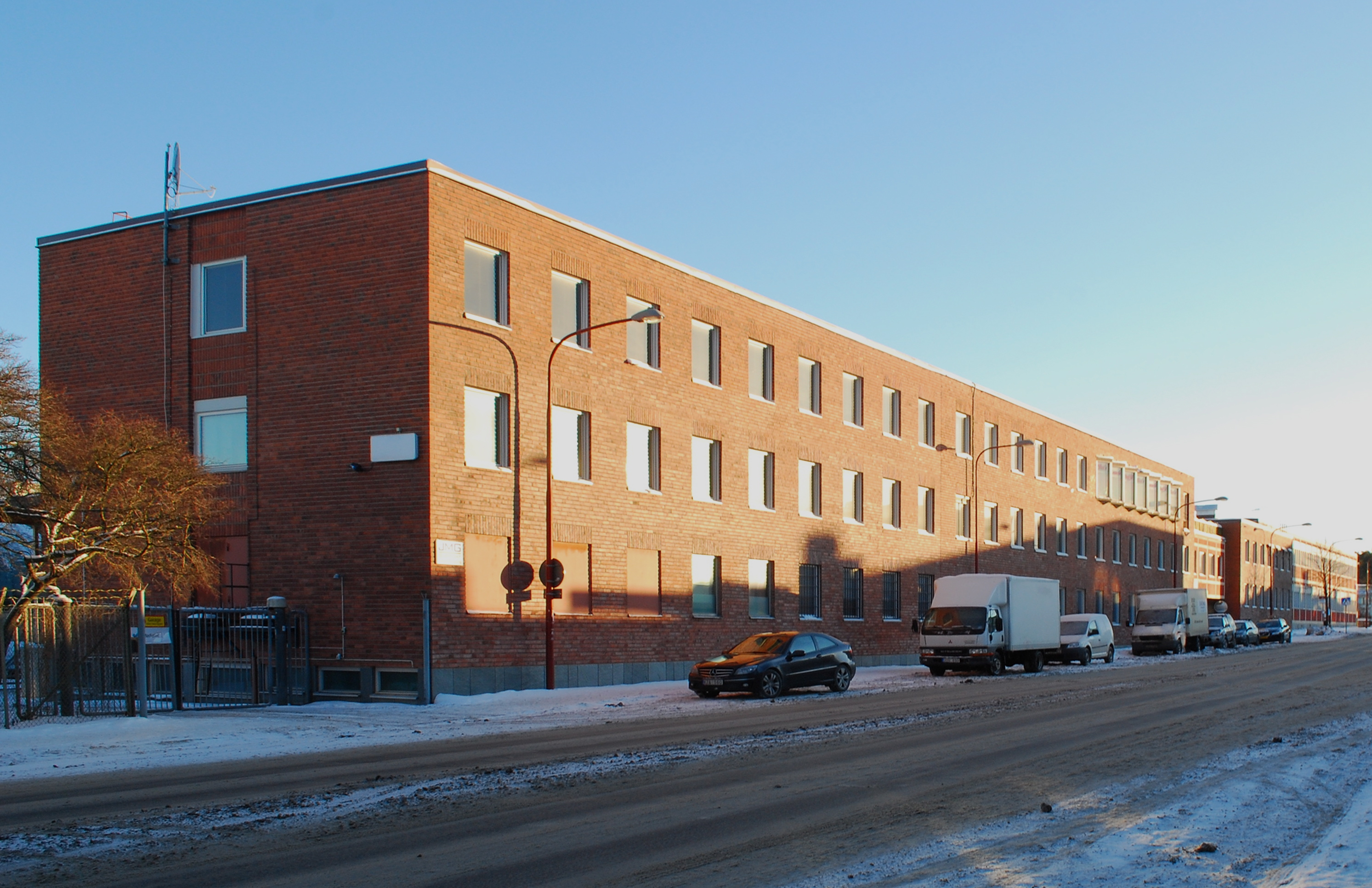
مكتب المعهد القومي لبحوث الطيران في ستوكهولم
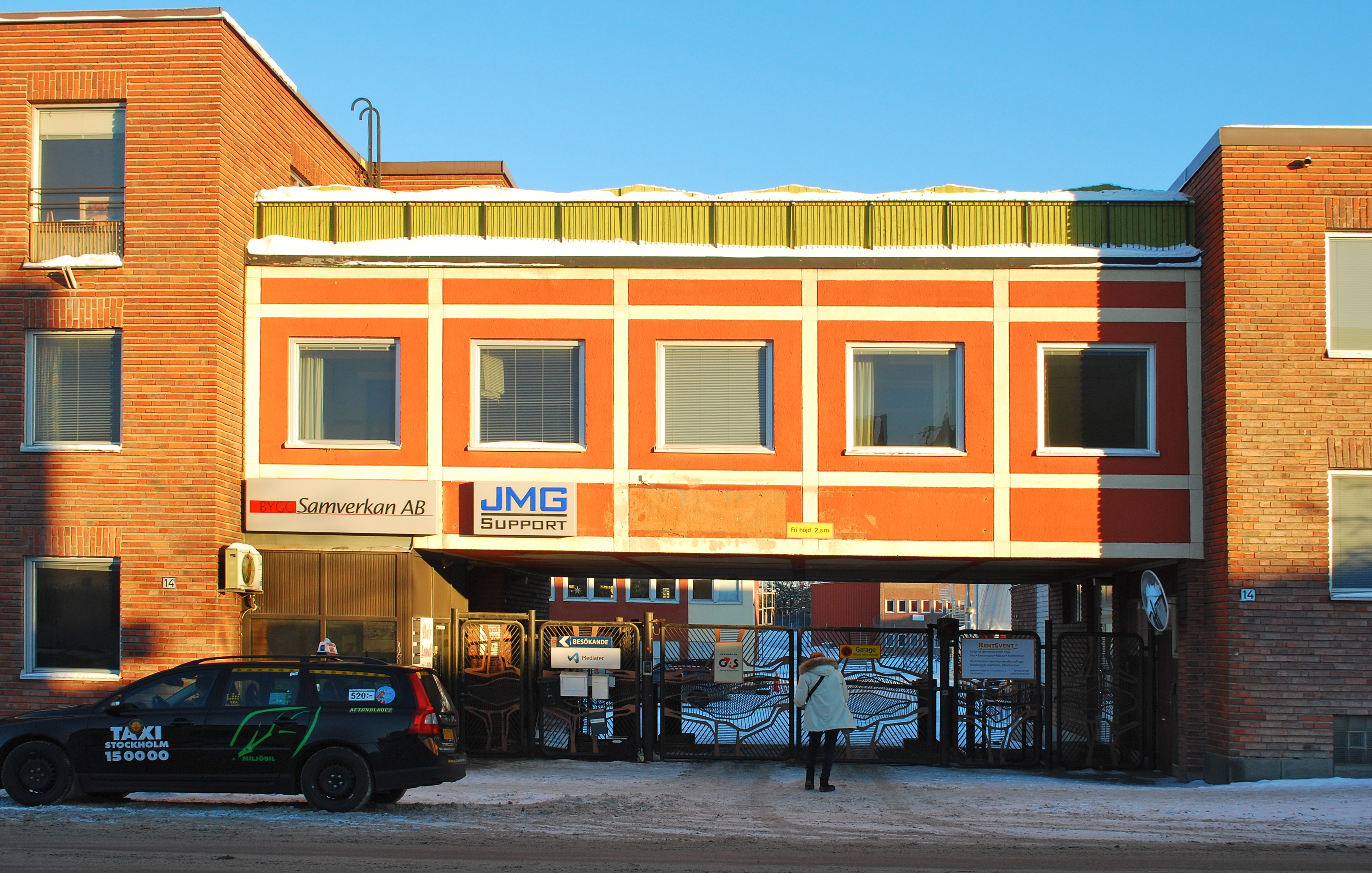
المدخل الرئيسي لمقر المعهد القومي لبحوث الطيران
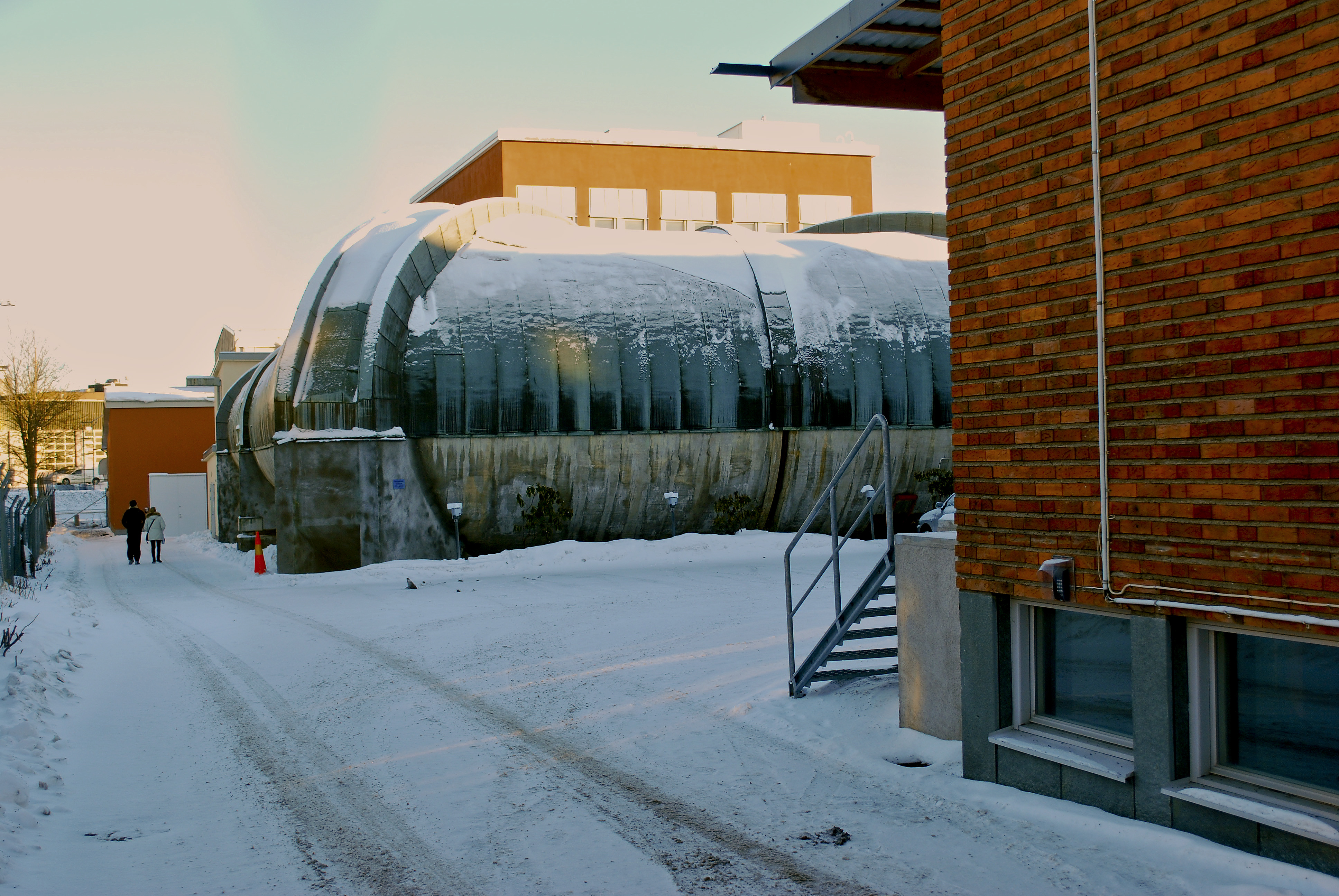
فناء المقر السابق للمعهد القومي لبحوث الطيران